# Palmeta

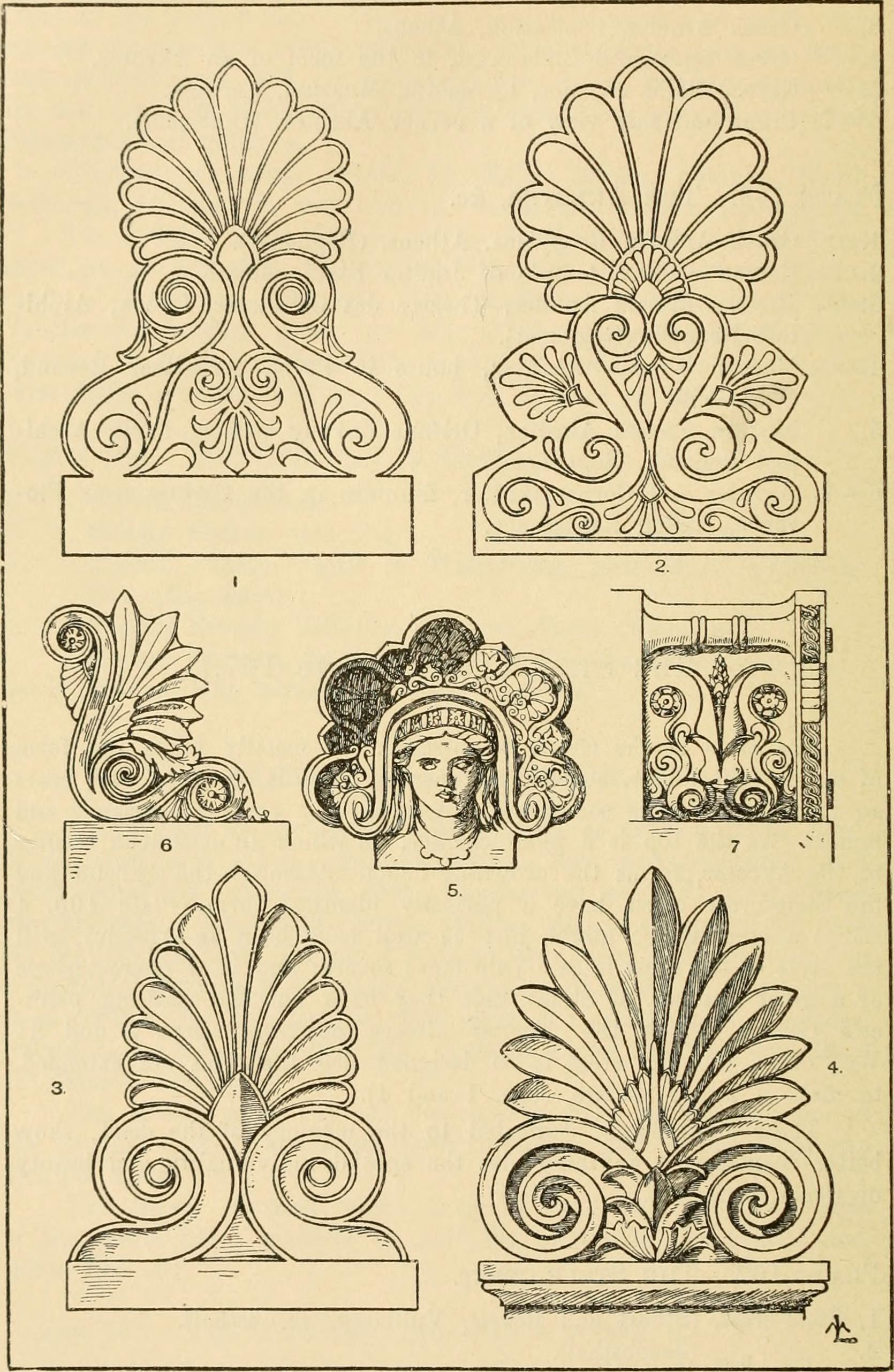
Pàgina on apareixen diverses il·lustracions de palmetes, extreta de l'obra Handbuch der Ornamentik de Franz Meyer (1898)

La palmeta (del llatí, palma) és un motiu decoratiu en forma de fulla de palmera. És originària de l'antic Egipte, on el dibuix es basava en plantes com el papir, el lotus o el lliri. Es va seguir desenvolupant a l'art de la major part d'Euràsia, sovint allunyant-se de la seva forma original. La majoria de les formes d'Egipte apareixen a Creta, Mesopotàmia, Assíria i l'Antiga Pèrsia. Per als usos de l'antiga Grècia i l'Antiga Roma també és coneguda com a anthemion (del grec, ανθέμιον, flor). És també emprada com a ornament en ceràmiques i a l'arquitectura, ja sigui esculpida o pintada.